# Eupithecia recentissima
Eupithecia recentissima là một loài bướm đêm trong họ Geometridae.